# Union pour la nouvelle République (Guinée)
Pour les articles homonymes, voir Union pour la nouvelle République.
L’Union pour la nouvelle République (UNR) est un ancien parti politique guinéen dirigé par Bâ Mamadou. En 1998 il fusionne avec le Parti du renouveau et du progrès (PRP) de Siradiou Diallo, pour former l'Union pour le progrès et le renouveau (UPR).